# Giovanni Evangelisti
Giovanni Evangelisti (* 11. září 1961, Rimini) je bývalý italský sportovec, atlet, jehož hlavní disciplínou byl skok daleký.
Třikrát reprezentoval na letních olympijských hrách. Medaili bronzové hodnoty vybojoval hned na své první, v roce 1984 v Los Angeles výkonem 824 cm. O čtyři roky později na olympiádě v jihokorejském Soulu skončil na čtvrtém místě, když jeho nejdelší pokus měřil 808 cm. Smolně pro něj skončila účast na letních hrách v Barceloně 1992, kde v kvalifikaci třikrát přešlápl.
Jinou nežli bronzovou medaili získal na halovém mistrovství Evropy ve francouzském Liévinu v roce 1987, kde vybojoval stříbro. Jeho osobní rekord 843 cm pochází z roku 1987.